# 22 февруари
22 февруари е 53-тият ден в годината според григорианския календар. Остават 312 дни до края на годината (313 през високосна година).

## Събития
- 1358 г. – По време на Парижкото въстание граждани превземат кралския дворец.
- 1540 г. – Мари дьо Гиз е официално коронована за кралица на Шотландия.
- 1635 г. – Създадена е Френската академия по заповед на кардинал Ришельо.
- 1825 г. – Русия и Великобритания определят границата между Аляска и Канада.
- 1831 г. – Мария-Анна Савойска и Фердинанд I се венчават във Виена в катедралата на кардинала на Оломоуц.
- 1840 г. – Град Форт Уейн получава статут на град.
- 1848 г. – С антиправителствен митинг в Париж започва Френската революция.

- 1887 г. – Екзекутирани са участниците в Офицерския бунт в България.
- 1892 г. – За първи път е изнесена комедийната пиеса на Оскар Уайлд „Ветрилото на лейди Уиндърмиър“.
- 1897 г. – Държавата въвежда задължителен депозит от всички печатни произведения в народните библиотеки в София и Пловдив.
- 1899 г. – Статутът на българското дипломатическо представителство в Белград е изравнен с този на независимите държави.
- 1901 г. – Открито е XI обикновено народно събрание.
- 1911 г. – Канада гласува да остане в състава на Британската империя.
- 1928 г. – Със спектакъла Копелия се поставя началото на българския балет.
- 1932 г. – Нацистите избират Хитлер за кандидат-президент.
- 1943 г. – Холокостът и България: България сключва договор с Германия за поетапна депортация на българските евреи в концентрационни лагери.
- 1945 г. – Вселенската патриаршия в Цариград отменя схизмата против Българската православна църква и провъзгласява автокефалността ѝ.
- 1952 г. – Тържествено е открит на гранитен постамент бронзов паметник на Александър Пушкин в естествен ръст, изработен от Петко Задгорски, в Морската градина на Бургас.
- 1956 г. – Елвис Пресли за първи път попада в музикалния хит парад с песента Heartbreak Hotel.
- 1957 г. – Австралийският плувец Джон Конрадс започва серията си от шест световни рекорда, поставени за 2 дни.
- 1965 г. – Състои се премиерата на българския игрален драматичен филм „Краят на една ваканция“.
- 1967 г. – Сухарто става президент на Индонезия на мястото на Сукарно.
- 1967 г. – Състои се премиерата на българския игрален драматичен филм „Най-дългата нощ“.
- 1972 г. – Президентът на САЩ Ричард Никсън посещава Китай за разговори на високо равнище.
- 1974 г. – Пакистан признава Бангладеш за независима държава.
- 1974 г. – Състои се премиерата на българския игрален филм „Баща ми бояджията“.
- 1975 г. – Извършен е първият полет на Су-25.
- 1980 г. – Стартира телевизионното предаване „Минута е много“.
- 1981 г. – Иран освобождава трима английски мисионери.
- 1991 г. – Народно събрание приема Закон за аграрна реформа – връщане на земята на бившите ѝ собственици.
- 1993 г. – Българският хелзинкски комитет е приет за член на Международната хелзинкска федерация по правата на човека.
- 1997 г. – Учредена е политическата формация Българска евролевица.
- 1998 г. – Официално са закрити Осемнадесетите зимни олимпийски игри в Нагано, Япония.
- 1999 г. – Пуснат е I-mode в Япония.
- 1999 г. – Подписана е българо-македонска декларация за уреждане на езиковия спор между двете държави.
- 2007 г. – Сен Мартен и Сен Бартелми получават статут на отвъдморска общност на Франция.
- 2011 г. – Земетресение с магнитуд 6,3 по Рихтер удря град Крайстчърч по обед в 12:51 часа местно време.

## Родени
- 1403 г. – Шарл VII, крал на Франция († 1461 г.)
- 1440 г. – Владислав Постум, крал на Унгария († 1457 г.)
- 1514 г. – Тахмасп I, ирански шах († 1576 г.)
- 1732 г. – Джордж Вашингтон, първи президент на САЩ († 1799 г.)
- 1749 г. – Йохан Форкел, германски композитор († 1818 г.)
- 1771 г. – Винченцо Камучини, италиански художник († 1844 г.)
- 1785 г. – Жан Пелтие, френски физик († 1845 г.)
- 1788 г. – Артур Шопенхауер, германски философ († 1860 г.)
- 1819 г. – Джеймс Ръсел Лоуел, американски поет († 1891 г.)
- 1824 г. – Жул Жансен, френски астроном († 1907 г.)
- 1840 г. – Август Бебел, немски политически деец († 1913 г.)
- 1857 г. – Робърт Бейдън-Пауел, основател на скаутското движение († 1941 г.)
- 1857 г. – Хайнрих Херц, германски физик († 1894 г.)
- 1868 г. – Мелетий Велешки, български духовник († 1924 г.)
- 1875 г. – Ела Шарп, английски учител († 1947 г.)
- 1886 г. – Хуго Бал, немски поет († 1927 г.)
- 1889 г. – Робин Джордж Колингуд, британски философ († 1943 г.)
- 1893 г. – Сава Киров, български дипломат († ? г.)
- 1895 г. – Виктор Раул Ая де ла Торе, перуански политик († 1979 г.)
- 1897 г. – Иван Михайлов, български генерал († 1982 г.)
- 1897 г. – Карол Сверчевски, полски политик († 1947 г.)
- 1897 г. – Леонид Говоров, съветски маршал († 1955 г.)
- 1899 г. – Дечко Узунов, български художник († 1986 г.)
- 1900 г. – Луис Бунюел, испански режисьор († 1983 г.)
- 1900 г. – Никола Дончев, български политик († 1978 г.)
- 1903 г. – Бела Грунбергер, френски психоаналитик († 2005 г.)
- 1903 г. – Франк Рамзи, английски математик († 1930 г.)
- 1905 г. – Виктор Сапарин, руски писател († 1970 г.)
- 1908 г. – Жана Николова-Гълъбова, български учен († 2009 г.)
- 1910 г. – Факира Мити, български илюзионист († 1989 г.)
- 1920 г. – Иван Дуриданов, български лингвист († 2005 г.)
- 1921 г. – Джулиета Мазина, италианска актриса († 1994 г.)
- 1921 г. – Жан-Бедел Бокаса, централноафрикански диктатор († 1996 г.)
- 1923 г. – Юлия Огнянова, български режисьор († 2016 г.)
- 1925 г. – Иван Шулев, български актьор († 2002 г.)
- 1927 г. – Флоренцио Кампоманес, филипински шахматист († 2010 г.)
- 1930 г. – Джулиано Монталдо, италиански режисьор († 2023 г.)
- 1932 г. – Едуард Кенеди, американски сенатор († 2009 г.)
- 1935 г. – Данило Киш, писател († 1989 г.)
- 1935 г. – Кирил Боянов, български учен
- 1935 г. – Мат Коел, американски неонацист († 2014 г.)
- 1937 г. – Джоана Ръс, американска писателка († 2011 г.)
- 1943 г. – Тери Игълтън, британски литературен теоретик
- 1943 г. – Хорст Кьолер, германски политик († 2025 г.)
- 1944 г. – Виктор Михайлов, български политик
- 1948 г. – Джон Аштън, американски актьор († 2024 г.)
- 1949 г. – Ники Лауда, американски пилот от Формула 1 († 2019 г.)
- 1950 г. – Христо Карастоянов, български писател († 2024 г.)
- 1953 г. – Ромас Каланта, литовски студент († 1972 г.)
- 1957 г. – Милко Ковачев, български политик
- 1958 г. – Спиридон Скембрис, гръцки шахматист
- 1958 г. – Уди Адам, израелски офицер
- 1959 г. – Кайл Маклоклан, американски актьор
- 1959 г. – Михаил Гуревич, турски шахматист
- 1962 г. – Стив Ъруин, австралийски естественик († 2006 г.)
- 1967 г. – Зинат Пирзаде, шведска актриса
- 1969 г. – Хоакин Кортес, испански танцьор
- 1970 г. – Саид-Магомед Какиев, чеченски военен командир
- 1971 г. – Михаил Юмерски, български футболист
- 1972 г. – Майкъл Ченг, американски тенисист
- 1972 г. – Роландо Виясон, мексикански оперен певец
- 1973 г. – Пламен Кралев, български автомобилен състезател
- 1973 г. – Шота Арвеладзе, грузински футболист
- 1974 г. – Амиран Муджири, грузински футболист
- 1974 г. – Валери Йорданов, български актьор
- 1974 г. – Джеймс Блънт, английски музикант и изпълнител
- 1975 г. – Дрю Баримор, американска актриса
- 1975 г. – Нели Ифандиева, българска телевизионна водеща
- 1980 г. – Милен Добрев, български щангист († 2015 г.)
- 1982 г. – Джена Хейз, американска порнографска актриса
- 1984 г. – Бранислав Иванович, сръбски футболист
- 1985 г. – Лариса Рикелме, парагвайски модел
- 1986 г. – Марк Алън, ирландски професионален играч на снукър

## Починали
- 205 г. – Гай Фулвий Плавциан, римски политик (* 150 г.)
- 606 г. – Сабиниан, римски папа (* ? г.)
- 1371 г. – Дейвид II, крал на Шотландия (* 1324 г.)
- 1512 г. – Америго Веспучи, италиански мореплавател (* 1454 г.)
- 1712 г. – Никола Катина, френски генерал (* 1637 г.)
- 1750 г. – Пиетро Филипо Скарлати, италиански композитор (* 1679 г.)
- 1760 г. – Ана Магдалена Бах, втората съпруга на Йохан Себастиан Бах (* 1701 г.)
- 1797 г. – Барон Мюнхаузен, немски барон (* 1720 г.)
- 1851 г. – Александър Алябиев, руски композитор (* 1787 г.)
- 1875 г. – Чарлз Лайъл, шотландски адвокат (* 1797 г.)
- 1887 г. – Атанас Узунов, български военен деец (* 1857 г.)
- 1887 г. – Димитър Филов, български офицер (* 1846 г.)
- 1907 г. – Вангел Попхристов, български революционер (* ? г.)
- 1907 г. – Доно Брещенски, български революционер (* ? г.)
- 1907 г. – Митре Влаха, български революционер (* 1973 г.)
- 1912 г. – Рихард Андре, немски картограф (* 1835 г.)
- 1913 г. – Фердинанд дьо Сосюр, швейцарски езиковед (* 1857 г.)
- 1913 г. – Франсиско Мадеро, президент на Мексико (* 1873 г.)
- 1919 г. – Иполит Бернхайм, френски лекар (* 1840 г.)
- 1933 г. – Арчибалд Нокс, британски дизайнер (* 1864 г.)
- 1939 г. – Антонио Мачадо, испански поет (* 1875 г.)
- 1942 г. – Стефан Цвайг, австрийски писател (* 1881 г.)
- 1944 г. – Георги Чолаков, деец на БРП (* 1911 г.)
- 1947 г. – Степан Юринич, български зоолог († 1855 г.)
- 1956 г. – Александрос Сволос, гръцки политик (* 1892 г.)
- 1965 г. – Димо Янков, български революционер (* 1875 г.)
- 1974 г. – Йордан Стратиев, български поет и дипломат (* 1898 г.)
- 1980 г. – Веса Паспалеева, детска поетеса (* 1900 г.)
- 1980 г. – Оскар Кокошка, австрийски художник (* 1886 г.)
- 1983 г. – Мечислав Яструн, полски поет (* 1903 г.)
- 1984 г. – Уве Йонзон, немски писател (* 1934 г.)
- 1984 г. – Имре Херман, унгарски невролог (* 1889 г.)
- 1987 г. – Анди Уорхол, американски художник (* 1928 г.)
- 1989 г. – Шандор Марай, унгарски писател (* 1900 г.)
- 1992 г. – Петър Динеков, български учен (* 1910 г.)
- 1998 г. – Петре Богданов, български оперен певец (* 1913 г.)
- 2001 г. – Боро Чаушев, югославски партизанин (* 1917 г.)
- 2002 г. – Чък Джоунс, американски аниматор (* 1912 г.)
- 2006 г. – Хилде Домин, немска писателка (* 1909 г.)
- 2009 г. – Хауърд Зийф, американски кинорежисьор (* 1927 г.)
- 2019 г. – Йоан Главиницки, български православен епископ (* 1949 г.)

## Празници
- Световен ден на идеята за побратимяване – Отбелязва се от организациите на скаутите в света
- Световен ден на скаутското движение – Рожден ден на Робърт Бейдън-Пауел и Олав Бейдън-Пауел.
- Международен ден в подкрепа на жертвите на престъпления – На този ден през 1990 г. правителството на Великобритания публикува „Харта на жертвите на престъпления“
- САЩ – Ден в памет на Джордж Вашингтон
- Сейнт Лусия – Ден на независимостта (от Великобритания, 1979 г., национален празник)